# Dollern
Dollern is een gemeente in de Duitse deelstaat Nedersaksen. De gemeente maakt deel uit van de Samtgemeinde Horneburg in de Landkreis Stade.
Dollern telt 2.242 inwoners.

## Geografie, infrastructuur

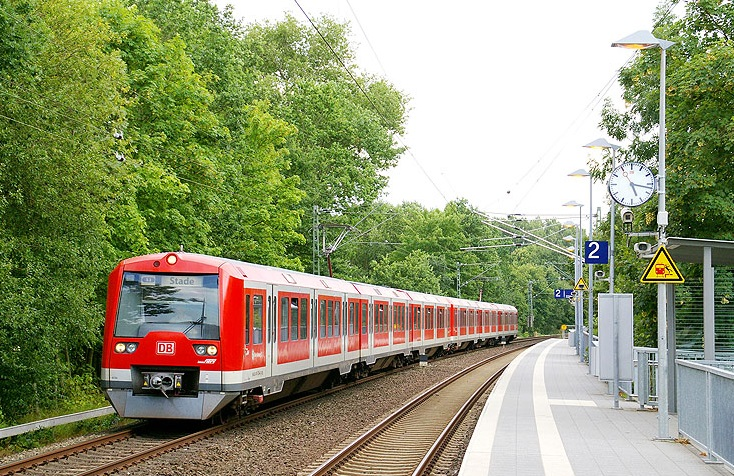
Station

De gemeente grenst in het noordoosten aan de Samtgemeinde Lühe, die deel uitmaakt van het bekende, en ook toeristisch ontwikkelde, fruitteeltgebied Altes Land.
De gemeente ligt op geestgronden, enige kilometers bezuiden het brede dal van de Elbe.
Van de noordwestelijke buurgemeente Stade lopen twee belangrijke verkeerswegen in zuidoostelijke richting door de Samtgemeinde Horneburg:
- de Bundesstraße 73, die door o.a. Agathenburg, Dollern, Horneburg en Nottensdorf heen loopt en uitkomt in Buxtehude;
- de enkele kilometers ten noordoosten van de B73, parallel daaraan lopende nieuwe Autobahn A26 met afrit nr. 6 Dollern, bijna 2 km ten oosten van het dorp, in de richting van Guderhandviertel, Samtgemeinde Lühe.

De plaats heeft een klein station aan de spoorlijn Lehrte - Cuxhaven.

## Economie
Dollern heeft in zekere zin een centrumfunctie binnen de Samtgemeinde Horneburg. In het dorp is een zeer grote winkel aanwezig, die vooral damesmode, maar ook meubels en woonaccessoires verkoopt, en die meer dan honderd werknemers heeft. Daarnaast beschikt Dollern over nog een groot bedrijventerrein voor detailhandel en ander midden- en kleinbedrijf. De gemeente streeft naar uitbreiding van het dorp, ook door het creëren van relatief veel scholen en sportaccommodaties, wat zowel tot meer inwoners als meer bedrijvigheid en dus werkgelegenheid moet leiden.
Ten westen van het dorp lopen voor geheel Noord-Duitsland belangrijke hoogspanningskabels. De Duitse tak van TenneT, een internationaal opererende netbeheerder, beheert bij Dollern een onderstation voor de elektriciteitsvoorziening.

## Geschiedenis
Reeds in de Oude Steentijd was het gebied als jachtterrein en als locatie van begrafenisrituelen door mensen in gebruik, dan wel bewoond, hetgeen uit resultaten van archeologisch onderzoek is gebleken.
Ondanks dat dit een vervalsing (maar wel nog 12e-eeuws) is gebleken, geldt op grond van een middeleeuws document het jaar 1105 als het stichtingsjaar van Dolnere  (Dollern).
Op 8 april 1793 werd bijna het gehele dorp Dollern door brand verwoest. Opvallend is, dat twee dagen later ook het naburige dorp Bargstedt, 15 km ten zuidwesten van Dollern, door een grote brand werd geteisterd.
In 1881 verkreeg Dollern aansluiting op het spoorwegnet. Tientallen jaren lang was station Dollern ook een belangrijk rangeerstation voor goederentreinen. Dit leidde tot vestiging van talrijke kleine en middelgrote bedrijven in uiteenlopende branches.

## Bezienswaardigheden, recreatie, sport
- Midden in het dorp ligt een klein bos met daarin enige bosvijvers (Buschteiche). Dit bos is ecologisch waardevol en daarom is het een natuurreservaat.
- De gemeente organiseert voor een zo kleine plaats als Dollern veel sportactiviteiten, waaronder meerdere hardloopevenementen per jaar.

## Afbeeldingen

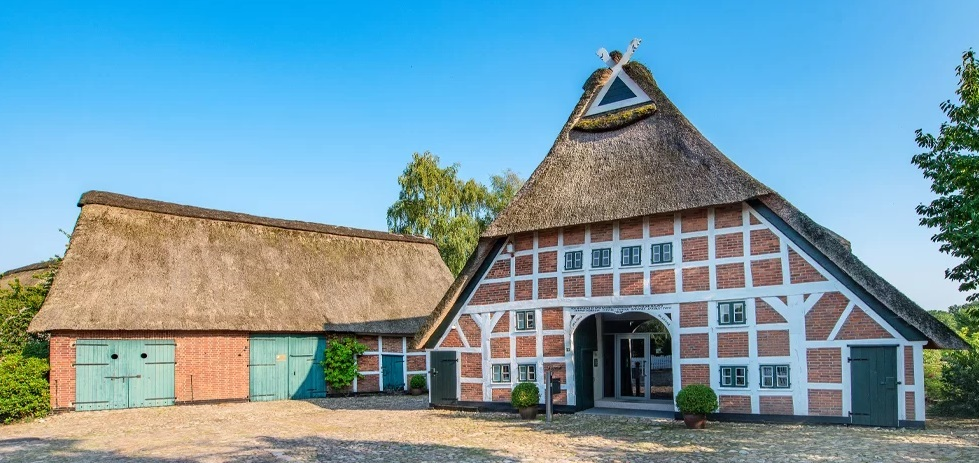
Monumentale boerderij, Auf dem Brink 4
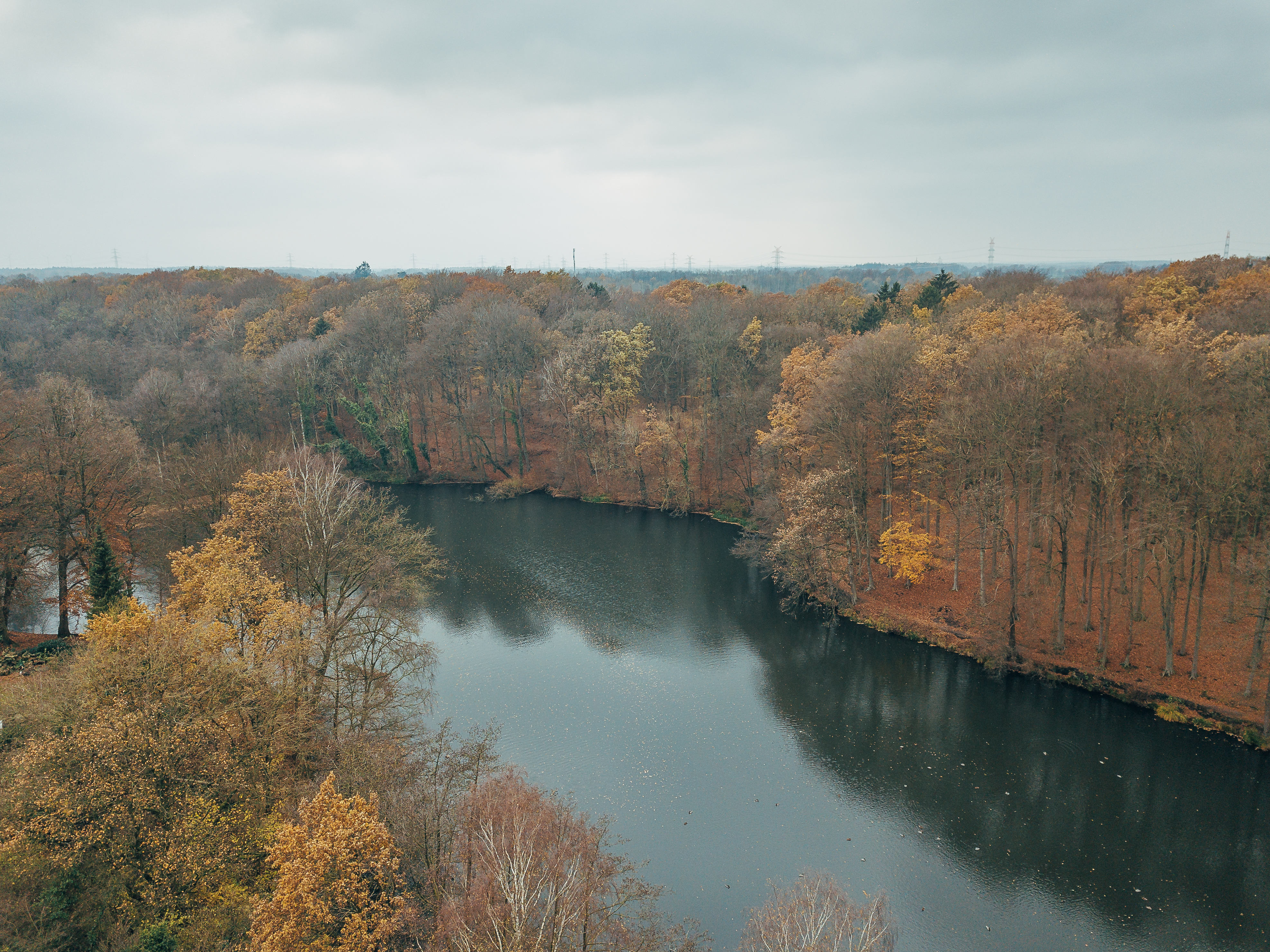
De Bosvijvers in de herfst
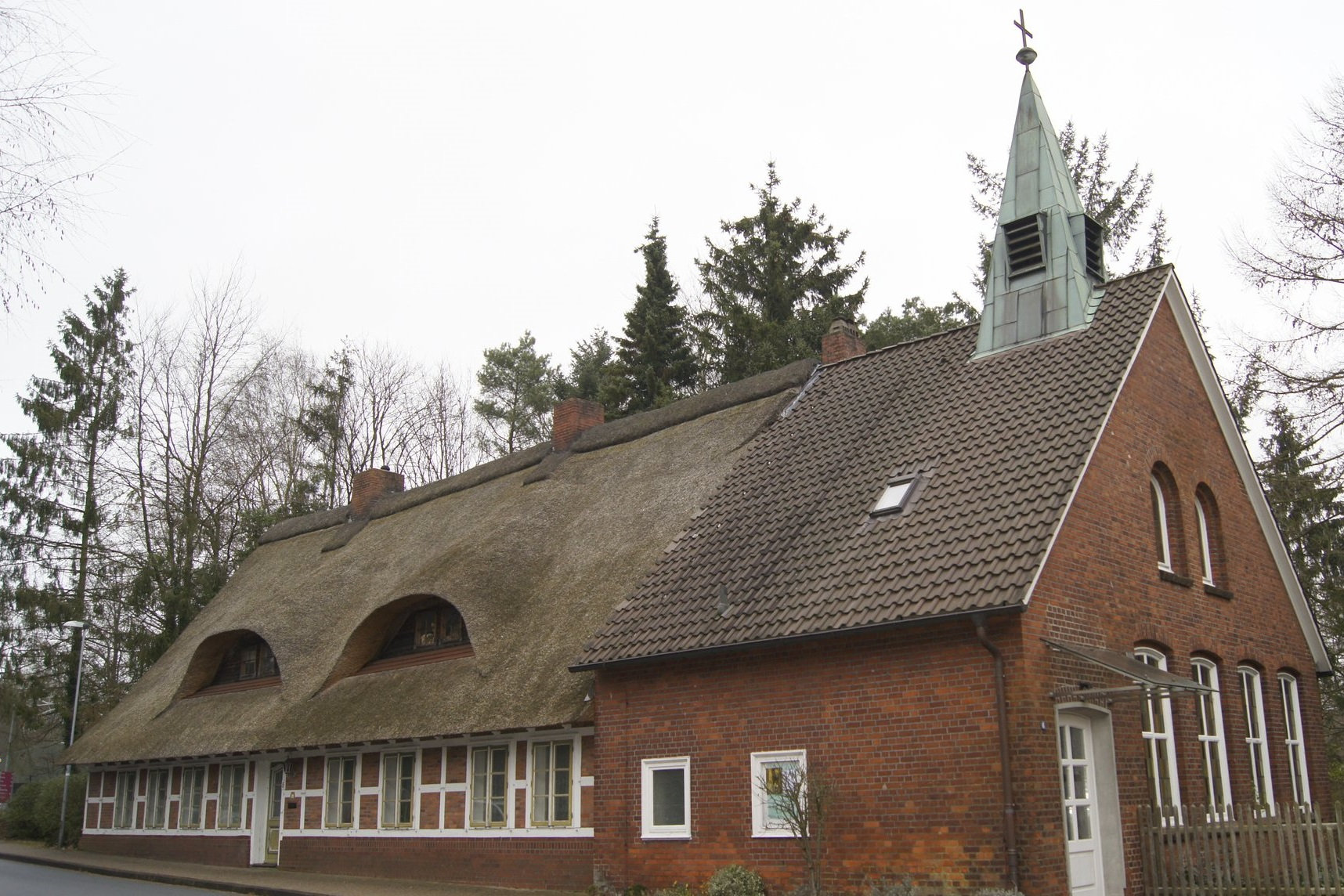
Evang.-luthers kerkje (in 1961 ingericht in de voormalige dorpsschool)
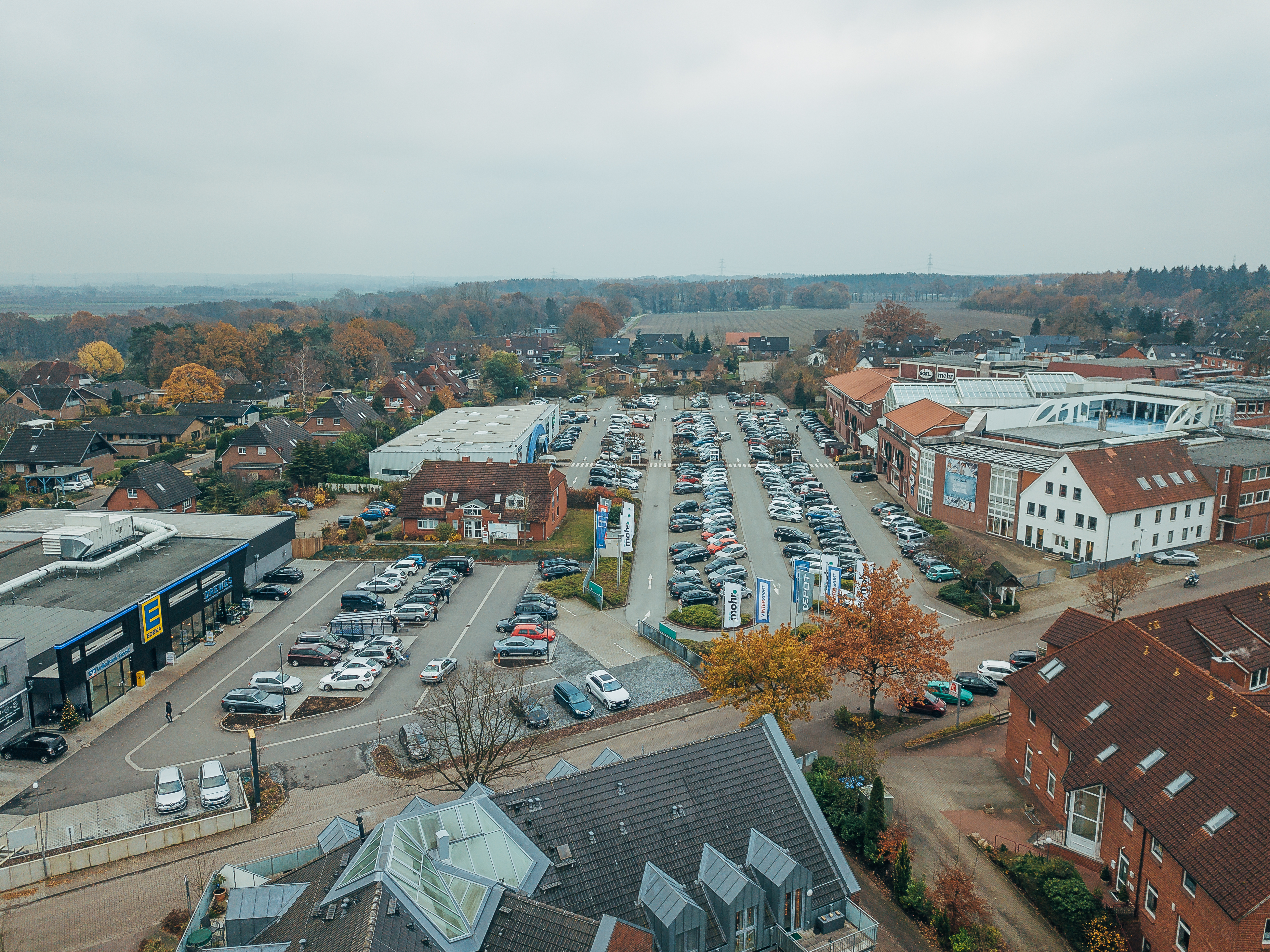
Bedrijven- en detailhandelszone Mohr

- Gemeinsame Normdatei: 4343365-0
- Virtual International Authority File: 248701392

Agathenburg · 
Ahlerstedt · 
Apensen · 
Balje · 
Bargstedt · 
Beckdorf · 
Bliedersdorf · 
Brest · 
Burweg · 
Buxtehude · 
Deinste · 
Dollern · 
Drochtersen · 
Düdenbüttel · 
Engelschoff · 
Estorf · 
Fredenbeck · 
Freiburg (Elbe) · 
Großenwörden · 
Grünendeich · 
Guderhandviertel · 
Hammah · 
Harsefeld · 
Heinbockel · 
Himmelpforten · 
Hollern-Twielenfleth · 
Horneburg · 
Jork · 
Kranenburg · 
Krummendeich · 
Kutenholz · 
Mittelnkirchen · 
Neuenkirchen · 
Nottensdorf · 
Oederquart · 
Oldendorf · 
Sauensiek · 
Stade · 
Steinkirchen · 
Wischhafen